# Kazuyuki Morisaki
Kazuyuki Morisaki (jap. 森﨑 和幸, Morisaki Kazuyuki; * 9. Mai 1981 in Hiroshima, Präfektur Hiroshima) ist ein japanischer Fußballspieler.

## Karriere

### Verein
Morisaki begann mit dem Fußball während der Grundschulzeit im Verein Yano FC. Danach spielte er für die Mannschaft der Mittelschule Yano und während der Oberschule in der Jugendmannschaft des Erstligisten Sanfrecce Hiroshima, von dem er nach seinem Schulabschluss auch unter Vertrag genommen wurde.

### Nationalmannschaft
Er war Mitglied der japanischen U-18/19/20-Auswahl und qualifizierte sich mit dieser für die Junioren-Fußballweltmeisterschaft 2001, sowie Mitglied der U-22-Auswahl, mit der er an den Asienspielen 2002 teilnahm.

## Erfolge
Sanfrecce Hiroshima
- J. League: 2012, 2013
- Japanischer Supercup: 2013, 2016

## Auszeichnungen
- J. League Bester junger Spieler: 2000